# Mészáros Attila (csillagász)
Mészáros Attila (Vághosszúfalu, 1951. január 29. – Chýnov, 2022. március 9.) vegyész, asztrofizikus, csillagász, egyetemi docens.

## Élete
Szülőfalujában, majd a galántai magyar gimnáziumban tanult, ahol 1969-ben érettségizett. 1969–1974 között a prágai Károly Egyetemen kémia szakon végzett. 1979-ben elvégezte a fizika és a csillagászat szakot is. 1981-ben doktori címet szerzett. 1976–1980 között a prágai csillagvizsgáló munkatársa volt. 1980–1984 között Budapesten lett aspiráns, majd 1985-ben kandidátusi fokozatot szerzett. 1984-től a prágai Károly Egyetem Matematikai és Fizikai Karának csillagászati tanszékén oktatott. 2000-től docens, 2001-től a fizikatudomány doktora.
Kutatási területe az általános relativitáselmélet és a gravitáció elmélete, a csillagok fizikája, a háttérsugárzás, a gammafelvillanások elméleti kérdései és a Világegyetem sötét anyaga volt. Csehországi, magyarországi és jelentős nemzetközi szakfolyóiratokban (Astrophysical Journal, Astronomy and Astrophysics, Astronomische Nachrichten, Journal of Cosmology and Astroparticle Physics, Physical Review) publikált. Az 1980-as években ismeretterjesztő írásai jelentek meg a szlovákiai Hétben, valamint a Madách Naptárban.

## Művei
- 1993 A possible fast growth of the adiabatic cosmological perturbations
- 1994 On the Anisotropy of Cosmic Microwave Background (Astrophysical Journal)
- 1995 The Brightness Distribution of Bursting Sources in Relativistic Cosmologies (tsz. Mészáros Péter; Astrophysical Journal)
- 1995 On the formation of voids via shell crossing scenario (Acta Physica Hungarica New Series 1)
- 1997 A Modification of the Baryonic Dark Matter Model (Astronomy and Astrophysics)
- 1996 A New Proof of the Cosmological Origin of Gamma Ray Bursts (tsz. Mészáros Péter, Horváth István, Bagoly Zoltán; Journal of the Korean Astronomical Society)
- 2000 A Remarkable Angular Distribution of the Intermediate Subclass of the Gamma-Ray Bursts (társszerző; Astrophysical Journal)
- 2002 Napjaink kozmológiája (Meteor Csillagászati Évkönyv)
- 2002 On the Reality of the Accelerating Universe (Astrophysical Journal)
- 2004 Physical difference between the short and long gamma-ray bursts (in Proceedings of the GRB Symposium, JENAM 2003)
- 2005 Angular Distribution of Gamma-Ray Bursts: An Observational Probe of Cosmological Principle (in Proceedings of IAU Symposium 201, New Cosmological Data and the Values of the Fundamental Parameters)
- 2006 The Swift satellite and redshifts of long gamma-ray bursts (Astronomy and Astrophysics)

## Emlékezete
2022 óta nevét őrzi a 162059 Mészáros kisbolygó.